# Palača Adamić u Rijeci
Palača Adamić je barokna palača u Rijeci, sagrađena oko 1787. godine. Smještena je na Fiumari.
Sagradio ju je veletrgovac i posjednik Simeun Adamić, koji se od svoga dolaska u Rijeku do 1785. godine silno obogatio. Puk je držao da Adamić ima svog "Malika" koji mu pomaže u smionim poduhvatima, a mreža tajnovitosti isplela se osobito nakon slučaja kada je popravljajući pod u kapeli na svome imanju u Martinšćici, otkrio arheološki nalaz koji se u mašti naroda pretvorio u "zakopano blago". Zlobnici su prijavili vlastima da je svoj nalaz prikrio, pa je dospio u zatvor, odakle ga je uz posredovanje cara Josipa II. izbavio sin Andrija Ljudevit. Da se osveti, postavio je pred svoju novu elegantnu palaču na Rječini uz nogostup četrnaest kamenih stupića s poprsjima ljudi koji su lažno svjedočili protiv njega, da ih svi gledaju. Sada su ti "Adamićevi svjedoci" izloženi u parku Pomorskog i povijesnog muzeja.
Palača Adamićevih nadograđena je za drugi kat, te je od 1884. do 1896. godine u njoj bila Hrvatska gimnazija, učilište u kojem su radili istaknuti hrvatski znanstvenici i književnici, i u kojem su se odgojili brojni intelektualci Hrvatskog primorja i Rijeke.

## Povijest
Pravocrtni potez zgrada na zapadnoj strani Ulice Fiumara izgrađen je na prijelazu 18. u 19. stoljeće. On je sve do druge polovice 19. stoljeća bio fasada grada okrenutog prema luci na ušću Rječine, odnosno sada Mrtvom kanalu. Ta je obala značila život grada, uz nju su brojni novodošli građani izgrađivali svoje domove, poslovnice i trgovine.
Stara je luka, bila u ušću Rječine pa su brodovi ulazili u Rječinu sve do današnjeg mosta. Prije dva stoljeća ta je obala značila život grada, na njoj se, sve vezano uz slobodnu luku i primorski promet, zbivalo u punom zamahu. Svi su imućniji građani, uglavnom novodošli koji nisu bili sentimentalno vezani uz starogradsku kolijevku, težili da nakon zatrpavanja istočnog poteza rova (sada Vitezovićeva ulica) kupe građevno zemljište i na novoprojektiranom potezu sagrade svoju kuću koja je istovremeno značila stambeni i poslovni prostor, a i licencijat da se uđe u gremij riječkih građana. Na tom su prostoru sve kuće historijske, no, jedna od njih, tzv. Kuća "Adamić", ima dvostruku povijesnu vrijednost. Vezana je uz veoma značajnu obitelj Adamić, koja je u Rijeci ostavila traga do danas (Tvornica papira), a i uz povijesnu hrvatsku "Kraljevsku veliku gimnaziju u Rijeci".
Simeon Adamić, veletrgovac duhanom i veleposjednik riječki, bijaše se od svog dolaska u Rijeku do 1785. god. silno obogatio spretnim ulaganjem u uvoz duhana i duhansku industriju, tako da su u puku kružile bajke da on ima svoga "Malika" koji mu pomaže u tim smionim pothvatima. Naime, stari riječki patricijat smatrao se dovoljno bogatim ako je posjedovao kuću u Starom gradu i vinograd na Brajdi pa mu je takvo bogatstvo izgledalo basnoslovno. Nije ni čudno da se oko Simeonova bogatstva plela mreža tajnovitosti. Tada se desio jedan događaj po kojemu je njegovo bogatstvo dobilo novu dimenziju.
Simeon Adamić imao je veliki posjed u Martinšćici na kojemu se nalazila prastara kapela sv. Martina, koja je zaljevu dala ime. Prilikom nekih radova u kapeli, Simeon je pronašao "zakopano blago". Najvjerojatnije je naišao na "arheološki nalaz", jer je iznad Martinšćice prethistorijska gradina Solin, i da se o zakopanom blagu uopće nije ni radilo. Međutim, mašta puka je radila, optužili su Simeona da je zatajio dati eraru određeni legat od ukupne vrijednosti nalaza. Vlasti su poduzele istragu pa se ugledni riječki veletrgovac Simeon Adamić našao u zatvoru u crikveničkom kameralnom kaštelanatu. Začas su se našla četrnaestorica svjedoka koji su ga teretili za utaju legata. Sin Simeonov, Andrija Ljudevit Adamić, inače mlad i u Beču školovan komercijalist, odmah se uputio u prijestolnicu, isposlovao audijenciju kod cara Josipa II i uspio uvjeriti cara da se radilo o pukom "arheološkom" nalazu. Car se pobrinuo da se Simeon Adamić odmah pusti iz zatvora s posebnom preporukom da mu se dalje ne smeta. Carski gest bio je veoma proračunat, dvor je itekako vodio brigu o spretnim uvoznicima i trgovcima duhanom da bi pustio da u zatvoru trune sposoban poduzetnik.
Simeon Adamić vraća tada klevetnicima na Zeusov način. Odmah po izlasku iz zatvora (24. travnja 1787.) on od benediktinki kupuje vrt i parcelu koja se pruža do obale i odlučuje upravo na tom najprometnijem mjestu sagraditi obiteljsku kuću, dugačku da na nju može staviti četrnaest prozorskih otvora, a u osovini svakog od njih Simeon stavlja uz pločnik stupić na kojem je dao isklesati glave četrnaest svjedoka. Općina mu je dala dozvolu da sagradi kuću na Rječini 24. prosinca 1787. godine, procjena vrijednosti kuće bila je za ono vrijeme zamašna, iznosila je 100.378 fiorina. Grad nije ni slutio da će ih Adamić tako lukavo nadmudriti stavivši pred svoju kuću galeriju riječkog građanstva, finu damu visoke frizure, časnika, elegantnog gospodinčića, kočijaša, služavku i staru dadilju. Svaki ih je dan gledalo stanovništvo i gosti, pridošli u Rijeku brodovima koji su se privezivali preko puta kuće. Nasreću su se, doduše ne više na izvornom mjestu, sačuvali ti stupići te je sada, s nestankom jednoga, u Arheološkom parku Pomorskog i povijesnog muzeja izloženo njih trinaest.
Nakon što je Kuća "Adamić" prešla u druge ruke, ostali su ti stupići i dalje na svome mjestu sve do 1882. godine, jer su služili, uz ostale stupiće, kao zaštita pješaka od nasrtaja konja. Riječki gradonačelnik Giovanni Ciotta bio je unuk Andrije Ljudevita Adamića te je nevedene godine izvadio pradjedove "svjedoke" i stavio ih u perivoj svoje vile. Kasnije su preneseni u park pred Državnim arhivom i najzad su izloženi u lapidariju muzeja kao svjedočanstvo jednog, za povijest Rijeke, veoma značajnog vremena.
Kad se ova povijest ne bi znala moglo bi se arhitektu Kuće "Adamić" zamjeriti što ju je razvukao u dužinu, no i on je po narudžbi investitora morao načiniti mjesta za toliku grupu svjedoka. Ta je kuća na potezu Rječine stilski najizrazitiji primjer baroknog neoklasicizma. Neki njeni plastični detalji, glava žene sa šeširom nad balkonskim vratima i glava ispod strehe za odlijevanje kišnice, proizvod su odlične skulptorske radionice u kojoj su isklesane i glave "svjedoka". Nije isključeno da ih je izrađivao Josip Capovilla, poznati kamenorezac skraja 18. stoljeća, suradnik arhitekta Antona Gnamba kod kojega je Adamić najverojatnije naručio projekt te elegantne i nobilne građevine.
Stjecajem povijesnih okolnosti nastalih nakon Nagodbe i "Riječke krpice", vlada u Zagrebu popustila je pred pritiskom grada pa je odlučila otkupiti od pomorskog kapetana Dionizija Jakovčića ex Kuću "Adamić". Po projektu uglednog riječkog edila, a kasnije slobodnog arhitekta Giuseppea Chierega iz 1880., podignut je još jedan kat pa se u tako adaptiranu građevinu preselila Kraljevska velika gimnazija na Rijeci. G. Chierego je, kao stari Riječanin, poštovao sve barokne autentične detalje na Kući "Adamić" i veoma je elegantno povisio kuću ne uništivši ništa izvornog. U toj zgradi bila je smještena hrvatska gimnazija sve do 1896. kada je preseljena u novu zgradu gimnazije u Sušaku. Od 1881. do 1896, znači petnaest sudbonosnih godina zapletenih povijesnih zbivanja u Rijeci, u toj su se zgradi formirali brojni intelektualci koji su u kulturnoj povijesti Hrvatske obavili odgovorne dužnosti. O tome svjedoči samo jedna kamena ploča uz portal koju rijetko tko od prolaznika čita.

## Vanjske poveznice
|  | Zajednički poslužitelj ima još gradiva o temi Palača Adamić u Rijeci |